# Isonychus sulcicollis
Isonychus sulcicollis är en skalbaggsart som beskrevs av Moser 1921. Isonychus sulcicollis ingår i släktet Isonychus och familjen Melolonthidae. Inga underarter finns listade i Catalogue of Life.